# Keith Campbell (biólogo)
Keith Campbell (Birmingham, Gran Bretaña, 23 de mayo de 1954 - Nottingham, 5 de octubre de 2012) fue un biólogo inglés especialista en clonación y sobre todo conocido por haber trabajado con Ian Wilmut y su equipo del Instituto Roslin en Edimburgo en la clonación de la oveja Dolly en 1996.